# Tuba wagnérien
 (octobre 2012).
 (octobre 2012).
Si vous disposez d'ouvrages ou d'articles de référence ou si vous connaissez des sites web de qualité traitant du thème abordé ici, merci de compléter l'article en donnant les références utiles à sa vérifiabilité et en les liant à la section « Notes et références ».

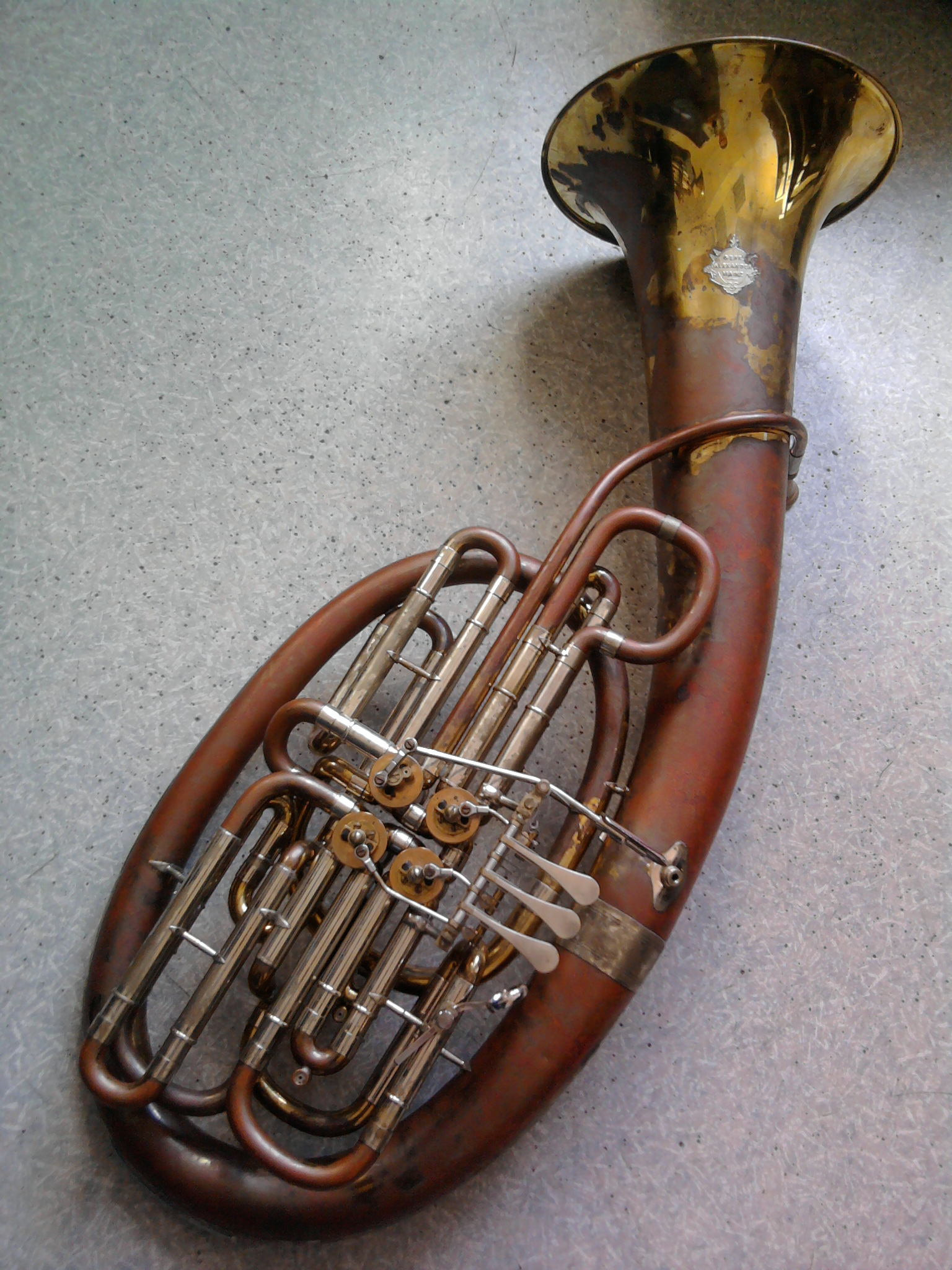
Tuba wagnérien.

Le tuba wagnérien est un instrument de musique à vent de la famille des cuivres. Il est également appelé « tuben » et parfois, à tort car il s'agit d'un autre instrument, « saxotromba ».

## Dénomination
Le nom de « tuba wagnérien » est problématique, considéré comme incorrect par beaucoup de théoriciens. Kent Kennan dit qu'ils ne devraient pas être appelés « tubas » : « Ce sont réellement des cors modifiés. » Mais puisqu'ils ont été appelés « tubas wagnériens » si longtemps, un changement de nom est peu probable.

## Histoire
Le tuba wagnérien (en allemand Wagnertuba, au pluriel Tuben) a été inventé en 1876 par Adolphe Sax, à la demande de Richard Wagner qui voulait un instrument ayant une sonorité entre le cor d'harmonie et le saxhorn.  Il a été à l'origine créé pour la Tétralogie de Richard Wagner, L'Anneau du Nibelung. Depuis lors, d'autres compositeurs ont écrit pour cet instrument, notamment Anton Bruckner, dont le deuxième mouvement de la symphonie n° 7 commence par un chœur de tubas wagnériens en hommage à Wagner.
Wagner a été inspiré, pour inventer cet instrument après un bref déplacement à Paris en 1853, après avoir visité le magasin d'Adolphe Sax dans lequel il a notamment découvert le saxotromba, inventé quelques années plus tôt. Wagner a voulu un instrument qui pourrait entonner le motif du Walhalla comme un trombone, mais avec un son moins clair, comme celui d'un cor. Cet effet a été obtenu par une perce conique (comme un cor) et l'utilisation d'une embouchure de cor.
Ces instruments sont en fait composés des tuyaux d'un cor, mais enroulés à la façon d'un tuba pour obtenir un son plus direct. L'instrument est construit avec des palettes, comme sur le cor.

## Description
Le tuba wagnérien existe en deux tessitures :
- le tuben en si{\displaystyle \flat }
- le basstuben en fa

Sax aurait lui-même donné le nom de tuba wagnérien à son instrument, bien que cette appellation soit peu représentative de l'instrument qui provient plutôt d'une déformation du cor que du tuba. Cet instrument est d'ailleurs joué par les cornistes (qui actionnent les palettes de la main gauche), et non par les tubistes (qui jouent de la main droite).
Le tuba wagnérien existait à l'origine dans deux modèles, le ténor en si bémol et le basse en fa, avec une tessiture comparable à celle du cor, l'un étant spécialisé dans l'aigu, l'autre dans le grave. Plusieurs facteurs du XXe siècle ont, cependant, combiné les deux instruments dans un tuba wagnérien double en fa/si{\displaystyle \flat } ou ut grave/fa. Le tuba wagnérien est normalement écrit en si{\displaystyle \flat } pour les aigus et en fa pour les graves mais la notation utilisée varie et est une source de confusion.

## Utilisation dans le répertoire
Le son du tuba wagnérien est plus sombre que celui du cor et semble plus éloigné mais aussi plus dense. Bruckner l'utilise généralement pour des passages mélodiques. Dans ses Huitième et Neuvième Symphonie, quatre tuben sont joués par des cornistes qui alternent entre le cor et le tuba wagnérien. Plus précisément, ces symphonies comptent huit cors, dont les 5e à 8e alternent avec les tuben. Wagner utilise le même procédé dans L'Anneau. Ce changement est simplifié par le fait que le cor et le tuba wagnérien utilisent la même embouchure, mais n'en reste pas moins périlleux. L'avantage de cet instrument par rapport au cor est qu'il peut jouer fort sans « cuivrer » et garder ainsi l'empreinte sonore du cor dans les tutti joués forte.
Plus tard, Richard Strauss emploiera également des tubas wagnériens dans trois de ses œuvres (Elektra, la Symphonie alpestre et La Femme sans ombre) dans le même système que Bruckner (et Wagner) mais dans un style complètement différent : en effet, Strauss a mis à profit la puissance sonore de ces instruments et les utilise principalement dans des passages particulièrement violents.
L'emplacement sur la partition orchestrale des tubas wagnériens peut varier. S'ils sont joués par des musiciens qui jouent aussi du cor, leurs parties sont sous ceux des cors et au-dessus des trompettes. S'ils sont joués par des musiciens qui ne jouent pas de cor dans la pièce, ils sont situés au-dessous des trombones, au-dessus du tuba, qui est alors appelé « tuba contrebasse ».

### Autres
D'autres compositeurs ont écrit pour cet instrument notamment Béla Bartók, Alec Wilder, Stephen Caudel, Andrew Downes,  Felix Draeseke, Alexander Kaloian, Elisabeth Lutyens, Michael Nyman, Ragnar Søderlind, Arnold Schoenberg, Richard Strauss, Igor Stravinsky, Edgard Varèse, Esa-Pekka Salonen, Sofia Gubaidulina.